# Martí Manen
Martí Manen (Barcelona, 1976) és comissari d'exposicions i crític d'art català establert a Estocolm.
Les seves propostes desafien els formats expositius habituals. A la base del seu treball com a comissari hi ha la reflexió sobre els fonaments, els límits i els temps de les exposicions, tal com va desenvolupar en el seu llibre Salir de la exposición (si es que alguna vez habíamos entrado). Manen ha comissariat exposicions en espais com el Museo de Historia Natural (Mèxic DF), Sala Montcada-Fundació "la Caixa" (Barcelona), Aara (Bangkok), Sala Rekalde (Bilbao), Konsthall C (Estocolm), La Panera (Lleida) o CA2M (Madrid), on va presentar la novel·la-exposició Contarlo todo sin saber cómo. Amb David Armengol va ser responsable del programa El text: principis i sortides a Fabra i Coats Centre d'Art Contemporani (Barcelona). Ha estat co-comissari de la Biennal de Turku (Finlàndia) i del Pavelló Espanyol de 2015 a la Biennale di Venezia amb el projecte Los sujetos. Entre 1997 i 2001 va comissariar exposicions a la seva habitació (Salahab, Barcelona).
Posteriorment es va establir a Suècia, on va treballar com a productor d'exposicions al Bonniers Konsthall. Des del 2018 és director de Index - The Swedish Contemporary Art Foundation. El 2019 fou curador de la Biennal Momentum de Noruega.
En el camp de la docència, Manen ha impartit cursos a les universitats Torcuato di Tella (Buenos Aires), Konstfack (Estocolm) i IL3-UB (Barcelona).